# Mark Allen
Mark Allen (* 22. února 1986, Antrim), je profesionální hráč snookeru ze Severního Irska. Vyhrál World Amateur Championship v roce 2004. Hraje levou rukou. Mezi profesionály vstoupil v roce 2005.
V roce 2009 vyhrál první profesionální turnaj, pozvánkový Jiangsu Clasic v Číně. Byl finalistou UK Championship v roce 2011. V roce 2012 vyhrál svůj první bodovaný titul na World Open v Haikou, který o rok později obhájil.

## Kariéra

### Amatér
Mark Allen než vstoupil mezi profesionály, vyhrál amatérské tituly světa a Evropy. Po Dennisi Taylorovi a Alexu Higginsovi je dalším nejnadanějším hráčem Severního Irska. 

### Profesionál

#### Sezóna 2005/2006
Mark vstoupil do Main Tour v roce 2005. V témže roce se dostal do čtvrtfinále pozvánkového turnaje Northern Ireland Trophy, když v prvním kole porazil Steva Davise 4-0, v last 16 Johna Higginse 4-1 a ve čtvrtfinále prohrál se Stephenem Hendrym 1-5. Na UK Championship ho vyřadil v last 32 Steve Davis 9-7. Dostal se i do last 32 na bodovaném Malta Cupu, kde prohrál se Shaunem Murphym 2-5.

#### Sezóna 2006/2007
Na nebodovaném Irish Professional Championship v Templelogue prohrál v semifinále s Kenem Dohertym 2-6. Na mistrovství světa se probojoval do last 16 s Matthewem Stevensem, který zvítězil 13-9.

#### Sezóna 2007/2008

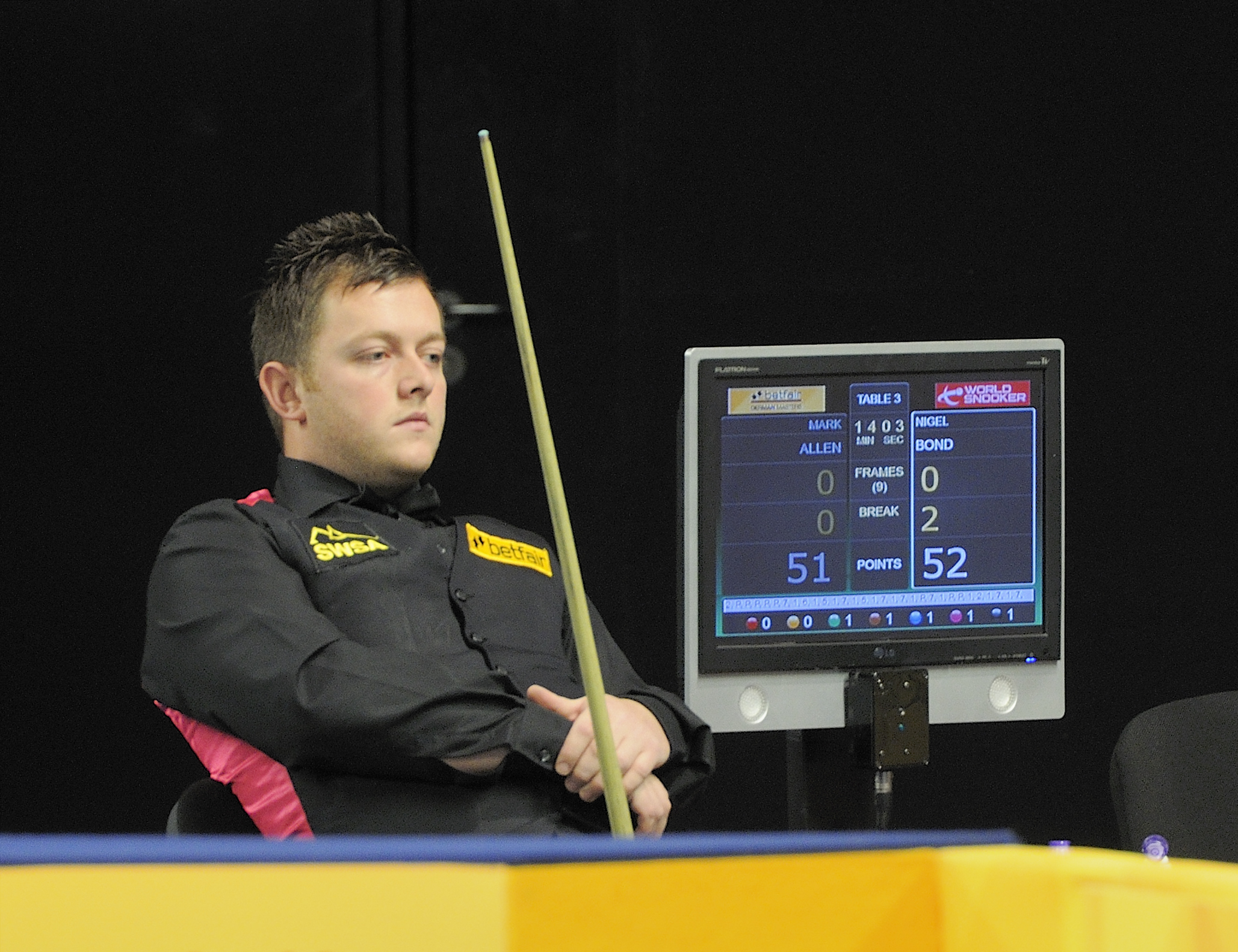
Mark Allen na German Masters 2013

Mark se zúčastnil opět nebodovaného Irish Professional Championship, kde prohrál ve čtvrtfinále s Fergalem O'Brienem 4-5. Dostal se do semifinále už bodovaného Northern Ireland Trophy, kde prohrál s O'Brienem 3-6. Na UK Championship porazil v prvním kole Andrewa Higginsona 9-7, v druhém Stephena Hendryho 9-4 a v last 16 prohrál s Markem Williamsem 5-9. Na bodovaném Welsh Open prohrál v last 32 s Ryanem Dayem 2-5. Allen byl ve čtvrtfinále China Open, do kterého se probojoval přes Drew Henryho, v kole "wild card" porazil Li Hanga, v last 32 Neila Robertsona a v last 16 Allistera Cartera. Ve čtvrtfinále se střetl se Shaunem Murphym a prohrál 3-5. Na mistrovství světa ho vyřadil v last 32 Stephen Hendry 10-9. Poprvé se dostal v žebříčku do top 16 a sezónu zakončil jako světová šestnáctka. 

#### Sezóna 2008/2009
Mark se dostal na Northern Ireland Trophy do čtvrtfinále s Ali Carterem, když porazil v předchozích dvou kolech Dominica Dalea a Marka Williamse. S Carterem prohrál 2-5. Semifinále dosáhl na Bahrajn Championship. V tomto bodovaném turnaji porazil v last 32 Judda Trumpa 5-1, v last 16 Michaela Judgeho 5-2, ve čtvrtfinále Barry Hawkinse 5-2 a v semifinále ho vyřadil Neil Robertson 6-4. Na UK Championship skončil v last 16 po prohře se Shaunem Murphym 7-9. Na Masters se dostal do čtvrtfinále, kde prohrál s Markem Selbym těsně 5-6. Na Welsh Open a China Open došel do last 32. Na mistrovství světa byl v semifinále poté, co porazil v Martina Goulda, Ronnieho O'Sullivana a Ryana Daye. Ze semifinále postoupil John Higgins, který Marka Allena porazil 13-17.Allen skončil sezónu jako světová jedenáctka.

#### Sezóna 2009/2010
Sezóna začala v Číně na pozvánkovém turnaji Jiangsu Classic, který Allen vyhrál, když ve finále porazil domácího favorita a obhájce titulu Dinga Junhui 6-0. Byl to jeho první vyhraný titul na profi tour. Na Shanghai Masters ho vyřadil v last 32 Matthew Stevens 5-2. Na Grand Prix došel do čtvrtfinále, kde prohrál s Johnem Higginsem 1-5. Na UK Championship vypadl v prvním kole se Stephenem Leem 8-9. Na Championship League se probojoval až do finále s Marcem Fu, ve kterém prohrál 2-3.
Na Masters po vítězství v last 16 nad Johnem Higginsem 6-3 se dostal do čtvrtfinále, kde prohrál s Markem Selbym 5-6. Na Welsh Open dosáhl dalšího čtvrtfinále, V last 32 v porazil Toma Forda 5-2, stejně tak v last 16 Matthew Stevense a ve čtvrtfinále prohrál s Ronniem O'Sullivanem 2-5. Ještě lepšího výsledku dosáhl na China Open, kde měl v semifinále za soupeře domácího Dinga Junhui, se kterým prohrál 6-2. Na World Championship porazil v last 32 Toma Forda 10-4. V druhém kole udělal v zápase proti Marku Davisovi svůj první nejvyšší break 146 a postoupil s vítězstvím 13-5 do čtvrtfinále, kde ho vyřadil z dalších bojů Graeme Dott 13-12. Sezónu zakončil na 10. místě světového žebříčku.

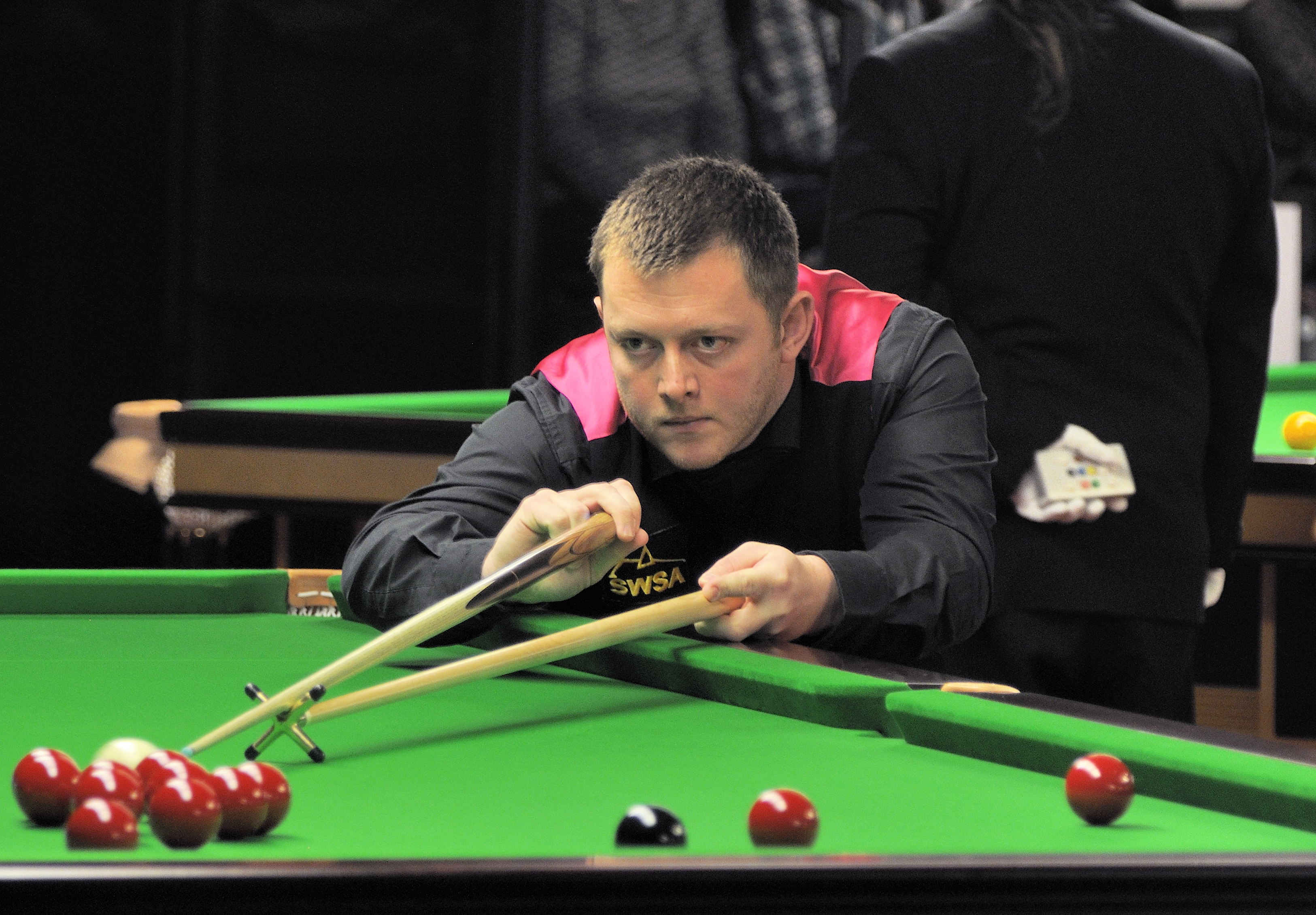
Mark Allen na German Masters 2014

#### Sezóna 2010/2011
Prvním turnajem sezóny byl opět turnaj v Číně – Wuxi Classic, který byl tento rok ještě pozvánkovým. Allen porazil ve čtvrtfinále Marca Fua 5-3 a prohrál v semifinále se Shaunem Murphym 1-6. Dalším dobrým výsledkem bylo až semifinále na PTC 5 v Hammu, kde byl v semifinále se Shaunem Murphym, který nad ním zvítězil 4-1. Na EPTC 6 v Praze došel do last 16, kde byl jeho soupeřem John Higgins, který Allena porazil 1-4. Byl v semifinále UK Championship, ve kterém prohrál s Johnem Higginsem 5-9.
Dalšího semifinále dosáhl na Masters, když v prvním kole porazil Ronnieho O'Sullivana 6-4, ve čtvrtfinále Neila Robertsona 6-4 a v semifinálovém zápase prohrál s Marcem Fuem 4-6. Na Welsh Open prohrál v last 16 s Dingem Junhuiem 3-4.
Na mistrovství světa vyhrál v prvním kole nad Matthewem Stevensem 10-9, v last 16 nad Barry Hawkinsem 13-12 a ve čtvrtfinále byl vyřazen s Markem Williamsem 5-13. Na konci sezóny byl světovou dvanáctkou. 

#### Sezóna 2011/2012
Allenovi se podařilo několik dobrých výsledků. Na Australian Goldfields Open se dostal do čtvrtfinále, kde prohrál se Stuartem Binghamem 3-5. Na Shanghai Masters porazil v prvním kole Ryana Daye 5-2, ale vypadl v last 16 se Shaunem Murphym 4-5. Byl v semifinále PTC 8 v Killarney s Neilem Robertsonem, které prohrál 3-4.
Úspěch přišel na UK Championship, kdy se hráči z Antrimu opět vrátila chuť do hry po depresích, kterými trpěl před mistrovstvím světa na jaře tohoto roku. Mark se probojoval přes Adriana Gunnela, Allistera Cartera, Marca Fua a Ricky Waldena do finále tohoto bodovaného turnaje v Yorku. Tam měl za soupeře Judda Trumpa, který Allena porazil 10-8.Allen v průběhu turnaje podrobil kritice šéfa World Snookeru Barry Hearna za to, že mění formát zápasů na UK Championship z best of 17 na best of 11 frames a měl obavy, aby úpravami neprošel i World Championship, což původně neměl šéf World Snookeru při jeho zvolení v roce 2010 v úmyslu. Byl přesvědčen, že snooker začíná replikovat šipky, které jsou dalším z Hearnových sportů a vyzval Hearna, aby odstoupil. Allen nebyl v této věci sám. Tyto změny také kritizoval John Higgins. Allen také přišel na další tiskovou konferenci s páskou přes ústa, aby dal najevo svůj protest, že nesouhlasí s kritikou jeho předchozích komentářů směřovaných na Barry Hearna.
Dostal se do čtvrtfinále PTC 12 ve Fürstenfeldbrucku (Německo), kde prohrál s Martinem Gouldem 4-3. V Championship League dosáhl semifinále ve "Winners group" s Juddem Trumpem, který postoupil do finále výhrou 3-0.
Před Masters vedl Barry Hearn s Markem Allenem přes rozdílnosti v názorech pozitivní rozhovor. Ale přesto mu byla udělena pokuta za klení během tiskové konference na UK Championship 250 liber. Na Masters skončil v last 16, když prohrál s Neilem Robertsonem 6-3. Na dalším z bodovaných turnajů German Masters skončil opět mezi last 16, když ho Trump porazil 5-2. Na Welsh Open se probojoval přes Kena Dohertyho a Stephena Maguireho do čtvrtfinále se Shaunem Murphym, které skončilo 5-4 pro Murphyho.
Na World Open 2012 v Haikou se dočkal prvního vítězství v bodovaném turnaji. V prvním kole vyřadil Jimmy Robertsona 5-1, v last 16 Judda Trumpa 5-4, ve čtvrtfinále Marka Kinga 5-1 a v semifinále Marka Selbyho 6-5. Ve finále byl jeho soupeřem Stephen Lee, nad kterým zvítězil 10-1. Allen opět, co se týkalo podmínek na turnaji, nemlčel, a nazval je na Twitteru úděsnými a popsal svoje dojmy.

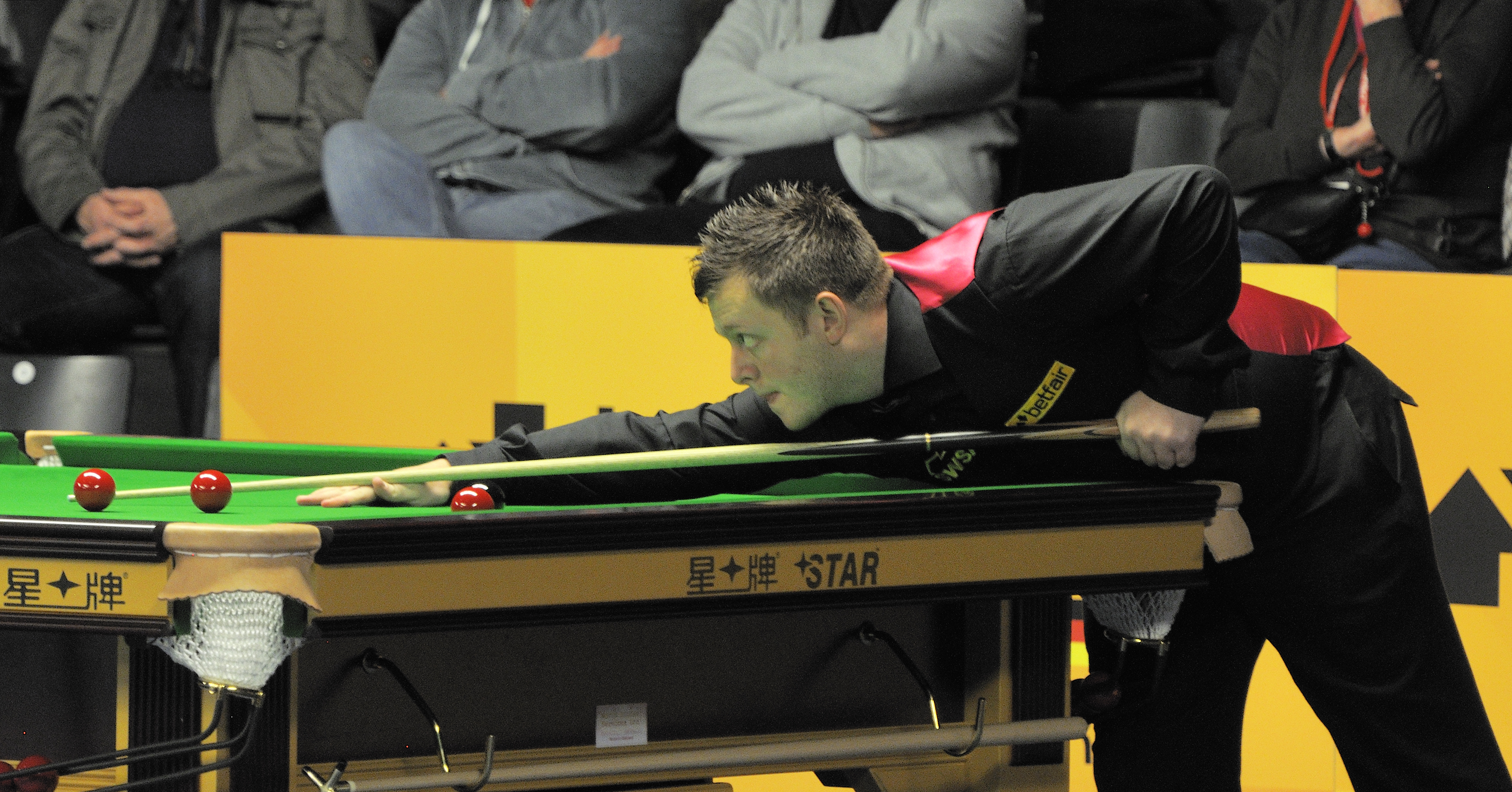
Mark Allen na German Masters 2013

Na China Open a World Championship skončil v last 32. Když na mistrovství světa utrpěl ohromující porážku od hráče na 81. místě světového žebříčku Cao Yupenga 6-10 přiznal, že byl naprosto přehrán, ale na tiskové konferenci po zápasu obvinil čínského hráče, že nepřiznal vlastní faul v důležitém framu, kdy on mohl jít na 5-5, ale rozhodčí faul neviděl. Allen byl znovu za svoje slova pokutován, dostal k zaplacení 11.000 liber, varování, že by mohl mít pozastaveno turné na tři měsíce, pokud poruší znovu pravidla v následujících šesti měsících a musel se podrobit mediálnímu tréninku. Sezónu ukončil opět jako světová dvanáctka.

#### Sezóna 2012/2013
V této sezóně si Mark Allen polepšil na konci sezóny o pět příček ve světovém žebříčku. Jeho největšími úspěchy byl vyhraný titul na European Tour 3 - Antwerp Open, kde ve finále porazil Marka Selbyho 4-1. Na International Championship byl ve čtvrtfinále, kde prohrál s Juddem Trumpem 6-5. Na Masters byl ve čtvrtfinále, když porazil v last 16 Marka Davise 6-2 a pak prohrál s Neilem Robertsonem 5-6. Byl ve finále pozvánkového turnaje Shoot-Out v Tower Circus v Blackpoolu.
Allen obhájil svůj titul v Haikou na World Open, kde porazil ve finále Matthewa Stevense 10-4. Dostal se do čtvrtfinále na PTC Grand Final v Galway (Irsko). V tomto zápase prohrál s Dingem Junhuiem 3-4, když Ding měl maximální break v prvním framu. Před zahájením World Championship Allen vyjádřil obavy, že World Snooker klade větší důraz na turnaje v Asii a hráči si nyní platí letenky i ubytování ve většině zámořských událostí, což může vést ke ztrátě profesionálních hráčů v příští sezóně. Na mistrovství světa prohrál v prvním kole s Markem Kingem 9-10. Sezónu ukončil jako světová sedmička.

#### Sezóna 2013/2014
Mark se dostal do čtvrtfinále European Tour (ET) v Doncasteru, kde prohrál s Ricky Waldenem 4-3. Vypadl brzy ve Wuxi i na Shanghai Masters. Pak přišlo finále v další European Tour v Mülheimu, kde prohrál s Dingem Junhui 1-4. Na Indian Open opustil turnaj v last 32 po porážce od Pankaje Advaniho 2-4. Na International Championship dosáhl last 16, kde ho vyřadil Joe Perry 6-4. Mark se probojoval do dalšího finále ET 6 Kay Suzanne Memorial Cup v Gloucesteru, kde získal titul, když ve finále zvítězil nad Juddem Trumpem 4-1. Na UK Championship porazil v prvním kole Jaka Jonese 6-1, potom Dave Harolda 6-3 a Michaela Holta 6-5, v last 16 Judda Trumpa 6-4 a ve čtvrtfinále prohrál s Ricky Waldenem 2-6. Masters opustil v prvním kole po prohře s Neilem Robertsonem těsně 5-6.
Na World Open v Haikou obhajoval titul, ale prohrál v semifinále se Shaunem Murphym 4-6. Na Players Championship Grand Final ho porazil ve čtvrtfinále Gerald Greene 2-4. Allen odstoupil z China Open. Důvodem bylo, že Players Championship Grand Final se původně mělo konat v Thajsku, ale nakonec zůstalo ve Spojeném království a tak se rozhodl věnovat přípravě na mistrovství světa. Dostal se však pouze do druhého kola, kde prohrál s Neilem Robertsonem 7-13. Sezónu zakončil na desátém místě světového žebříčku.

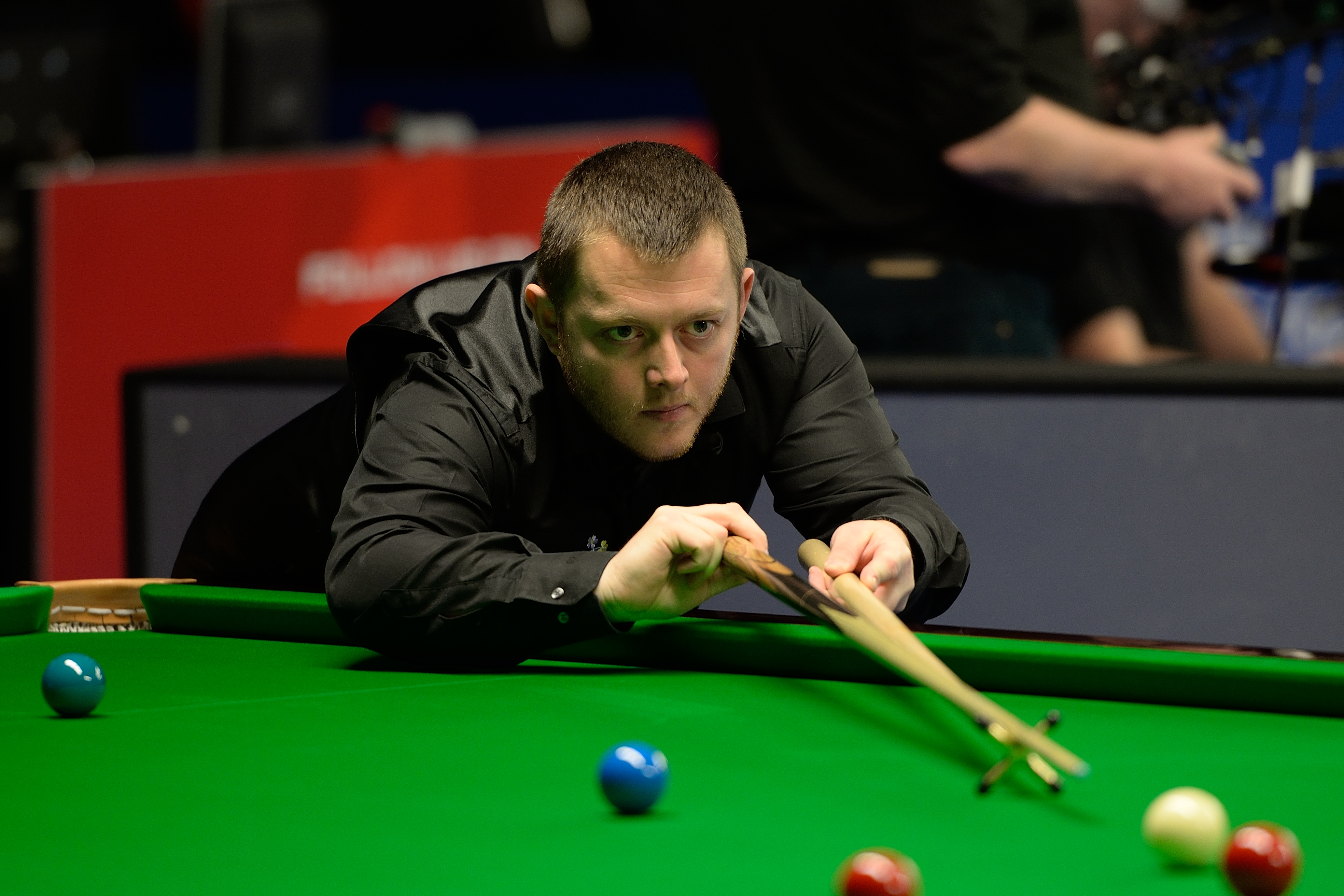
Mark Allen na German Masters 2015

#### Sezóna 2014/2015
Markovi se podařilo po Australian Open, kde vypadl v last 32 dostat do finále Euroepan Tour 1 Riga Open, kde prohrál s Markem Selbym 3-4. Na European Tour 2 Paul Hunter Classic to bylo opět finále, Mark jej vyhrál nad Juddem Trumpem 4-2. Dařilo se mu i na Shanghai Masters, kde byl v této sezóně ve třetím finále za sebou. Stuart Bingham v něm porazil Allena 10-3. Na International Championship dosáhl dalšího finále, kde prohrál s Ricky Waldenem 7-10.
Na pozvánkovém Masters porazil v prvním kole Johna Higginse 6-4, ve čtvrtfinále Joe Perryho 6-4 a prohrál v semifinále se Shaunem Murphym 2-6. Oba hráči se ještě setkali na German Masters, kde Allen prohrál 4-5 v last 16. Na Welsh Open vypadl v last 32 a na Players Championship Grand Final došel do last 16, stejně tak i na mistrovství světa, kde prohrál s Barry Hawkinsem 11-13. Nicméně sezóna byla pro Marka úspěšná, přestože na konci sezóny byl na dvanáctém místě ve světovém žebříčku.

#### Sezóna 2015/2016
Allen se zúčastnil prvního bodovaného turnaje Australian Goldfields Open, ale hned prohrál s Markem Joycem 2-5.

## Život mimo snooker
Mark Allen má s bývalou přítelkyní a světovou šampiónkou ve snookeru, Reanne Evans, dceru Lauren, narozenou v roce 2006. Mark trpěl jeden čas depresemi a pak potkal Kylu McGuigan. Kyla má o rok staršího syna Robbieho od Lauren, o kterého se společně starají. Vzali se 10. května 2013 v hotelu Hillgrove v Monaghanu.

## Úspěchy

### Amatér
- IBSF World Amateur Championship – 2004
- EBSA European Championship – 2004
- EBSA European Under-19 Championship – 2005

### Profesionál
výhry v bodovaném turnaji:
- 2012 vítěz World Open (Mark Allen 10-1 Stephen Lee)
- 2013 vítěz World Open (Mark Allen 10-4 Matthew Stevens)

výhry v malém bodovaném turnaji:
- 2012 vítěz Antwerp Open (finále: Mark Allen 4-1 Mark Selby)
- 2013 vítěz Ruhr Open (Mark Allen 4-1 Ding Junhui)
- 2013 vítěz Kay Suzanne Memorial Cup (Mark Allen 4-1 Judd Trump)
- 2014 vítěz Paul Hunter Classic (Mark Allen 4-2 Judd Trump)

výhry v nebodovaném turnaji:
- 2009 vítěz Jiangsu Classic (finále: Mark Allen 6-0 Ding Junhui)